# Hotel Cirta
El Hotel Cirta es un hotel en Constantina, Argelia, ubicado en un edificio colonial blanco en la Avenida Achour Rachmani, en el borde de Plaza de los mártires. El hotel cuenta con 76 habitaciones, incluyendo 30 habitaciones dobles, 33 habitaciones simples, 1 habitación triple y 4 suites y 1 habitación apartamento. Lonely Planet lo describe como un "gran viejo hotel" y "otro remanente de la era colonial". En 1972 una publicación dijo del hotel que "La grandeza de su vestíbulo con cúpula de mezquita con sus azulejos azules y faroles de latón colgantes, cambiaron poco en estos días post-coloniales de la República Democrática Popular de Argelia ". El hotel cuenta con una sala de cine. 